# Hans Hermann Nissen
Pour les articles homonymes, voir Nissen.
Hans Hermann Nissen (Danzig, 20 mai 1893 - Munich, 28 mars 1980) est un baryton-basse allemand, particulièrement associé aux opéras de Wagner, tenu comme l'un des meilleurs Wotan et Hans Sachs de l'entre-deux-guerres (1919-1939).

## Biographie
Nissen étudie à Berlin avec Julius Raatz-Bruckmann et y fait ses débuts en 1924 en Kalif dans Der Barbier von Bagdad. Il est engagé à l'Opéra d'État de Bavière à Munich l'année suivante et y demeure jusqu'en 1967. Il est régulièrement invité au Festival de Bayreuth.
Il s'affirme rapidement dans les rôles wagnériens (Wolfram, Telramund, Kurwenal, etc), mais aussi dans ceux de Richard Strauss tels Oreste, Barak. Également à son répertoire, Luna, Renato, Amonasro, Valentin, etc.
À partir de 1928, il entame une carrières internationales avec des apparitions à Vienne, Salzbourg, Bruxelles, Milan, Barcelone, New York, Chicago.
Chanteur à la voix riche et sonore, Nissen avait aussi une imposante présence scènique.

## Sources
- (de) Operissimo.com (Biographie en allemand)